# Judolia lunatipennis
Judolia lunatipennis là một loài bọ cánh cứng trong họ Cerambycidae.